# Amore e magia
Amore e magia (The Butcher's Wife) è un film del 1991 diretto dal regista Terry Hughes.
Le riprese del film si sono svolte dall'8 ottobre al 18 dicembre 1990.

## Trama
Una chiaroveggente crede di aver trovato l'uomo dei suoi sogni, e lo sposa subito. Quando si trasferisce nella casa della città del marito, alla donna sorge il dubbio che lui si sia innamorato di lei soltanto perché gli è apparsa in sogno. Nella nuova metropoli la chiaroveggente è capace di predire la vita a chiunque incontra. Sarà questa sua maniera di interferire nelle storie altrui a metterla in contatto con il suo vero amore.

## Produzione
Le riprese furono girate nella parte orientale degli Stati Uniti d'America:
- New York
- Wilmington (Carolina del Nord)
- National Seashore di capo Lookout (Carolina del Nord)
- Bald Head Island (Carolina del Nord)